# Paul-Frédéric de Mecklembourg
Le duc Paul Frédéric de Mecklembourg (allemand : Herzog Paul Friedrich zu Mecklenburg 19 septembre 1852 - 17 mai 1923) est membre de la maison de Mecklembourg-Schwerin et général de la cavalerie de Mecklembourg .

## Biographie
Le duc Paul Frederick est né au château de Ludwigslust, deuxième fils de Frédéric-François II de Mecklembourg-Schwerin et de sa première épouse Augusta de Reuss-Köstritz, fille du prince Henri LXIII Reuss de Köstritz .
Le duc Paul Frédéric épouse à Schwerin le 5 mai 1881 sa cousine, la princesse d'origine autrichienne Marie de Windisch-Graetz, fille du prince Hugo de Windisch-Graetz et de son épouse la duchesse Louise de Mecklembourg-Schwerin . Le couple a cinq enfants qui sont tous élevés comme catholiques, la religion de la princesse Marie  mène une vie tranquille à Venise. Pendant son séjour à Venise, la famille se lie d'amitié avec le cardinal Sarto (plus tard le pape Pie X) qui rend souvent visite à la famille et est leur conseiller spirituel .
Le 21 avril 1884, le duc Paul Frédéric renonce à ses droits de succession et à ceux de ses fils sur le Mecklembourg-Schwerin en faveur de ses jeunes frères et de leurs fils, afin qu'ils aient préséance sur lui et les siens . En 1887, le duc Paul Frédéric élevé comme luthérien décide de convertir au catholicisme la religion de sa femme et de ses enfants .
En 1906, après avoir préoccupé son neveu Frédéric François IV, grand-duc de Mecklembourg-Schwerin, à propos de ses dépenses, le duc Paul Frédéric et sa femme reçoivent l'ordre de se soumettre au contrôleur de la maison royale .
Le duc Paul Frédéric est mort à Ludwigslust, où lui et sa femme sont tous deux enterrés dans le mausolée Louise (de).

## Descendance
- Paul-Frédéric de Mecklembourg (de) (1882–1904)
- Marie-Louise de Mecklembourg (1883–1883)
- Marie-Antoinette de Mecklembourg (de) (1884-1944)
- Henri-Borwin de Mecklembourg (de) (1885–1942). Bien que son père ait renoncé à ses obligations dynastiques, son droit d'épouser une épouse de son choix (ou un roturier) n'est pas reconnu et ses deux premiers mariages sont illégaux (sans droit de partager son titre) dans le Mecklembourg et le dernier considéré comme morganatique. :
  - 1. Elizabeth Tibbits Pratt (1860–1928), veuve d'Amédée De Gasquet-James de la Nouvelle-Orléans ; marié à Douvres, le 15 juin 1911 [7] et divorcé en avril 1913 ;
  - 2. Natalie Oelrichs (1880–1931), veuve du joueur de polo Peter D. Martin de San Francisco [8] fille de Charles May Oelrichs et sœur de Blanche Oelrichs ; marié en 1915 et divorcé en 1921 [9]. Elle est également connue sous le nom de duchesse de Stargard [10].
  - 3. Carola von Alers (1882–1974), fille de Wilhelm von Alers (de) et d'Adélaïde von Chamisso de Boncourt (de) ; marié en 1921.
- Joseph de Mecklembourg (1889–1889)